# Eric St. John
Eric St. John (eigentlich Eric Blossom) ist ein US-amerikanischer Schauspieler, Filmschaffender und Filmkomponist sowie ein Model.

## Leben
St. John ist der Neffe des Schauspielers Jason Ronard. Er ist Absolvent der American Academy of Dramatic Arts, auf der er von 1995 bis 1997 Schauspiel studierte. Er ist Träger des schwarzen Gürtels in Taekwondo und gewann bei den Jr. Olympics die Goldmedaille in der Black Belt Division. Er betreibt außerdem Muay Thai, Jeet Kune Do, Kali, Boxen und Brazilian Jiu-Jitsu. Als Model war er unter anderen für Nike, Chrysler, Men's Fitness, Roar Clothing, IndyMac Bank und Corbis tätig.
Sein Schauspieldebüt gab St. John 1999 als Episodendarsteller in den Serien Pacific Blue – Die Strandpolizei und It's a Miracle. 2001 trat er im Fernsehfilm My Dark Days unter seinem bürgerlichen Namen auf. 2014 stellte er im Film Bullet die Rolle des Estes dar. Im selben Jahr spielte er in Being American die Rolle des Sgt. Westlake. 2015 war er in der Rolle des John Ripley als Hauptdarsteller im Film Ride the Thunder zu sehen. 2020 spielte er im Musikvideo zum Lied City Girls der Rapper Chris Brown und Young Thug mit. 2022 mimte er im B-Movie 4 Horsemen: Apocalypse – Das Ende ist gekommen die Rolle des Major Oakley Jones. Darüber hinaus tritt St. John auch als Filmschaffender für Kurzfilme in Erscheinung.

## Filmografie (Auswahl)

### Schauspiel
- 1999: Pacific Blue – Die Strandpolizei (Pacific Blue, Fernsehserie, Episode 5x06)
- 1999: It's a Miracle (Fernsehdokuserie, Episode 2x10)
- 2000: Passions (Fernsehserie, Episode 1x144)
- 2001: Carmen: A Hip Hopera (Fernsehfilm)
- 2001: My Dark Days
- 2003: War Stories (Fernsehfilm)
- 2003: General Hospital (Fernsehserie, Episode 1x10201)
- 2003: Acting on Intuition (Kurzfilm)
- 2007: Al borde de la línea
- 2009: True Beauty This Night (Kurzfilm)
- 2010: Crime Scene X: Nightmare: Resurrection of the Beast (Kurzfilm)
- 2010: Crime Scene X: Author of Murder: Connecting the Dots (Kurzfilm)
- 2010: Las Angeles
- 2010: For Hire (Kurzfilm)
- 2010: Afterlife (Kurzfilm)
- 2012: The Boarder
- 2013: #1 Serial Killer
- 2013: The Shifting
- 2013: Shrader House (Fernsehfilm)
- 2014: Bullet
- 2014: Being American
- 2015: Ride the Thunder
- 2015: Missed Call (Kurzfilm)
- 2016: Isle of the Dead
- 2021: Rebels of WW II
- 2022: Until We Meet Again
- 2022: 4 Horsemen: Apocalypse – Das Ende ist gekommen (4 Horsemen: Apocalypse)
- 2023: I Am Gitmo

### Filmschaffender
- 2010: For Hire (Kurzfilm; Regie, Produktion, Drehbuch, Filmkomposition)
- 2010: Afterlife (Kurzfilm; Regie, Produktion, Drehbuch)